# Maladera thomsoni
Maladera thomsoni är en skalbaggsart som beskrevs av Brenske 1894. Maladera thomsoni ingår i släktet Maladera och familjen Melolonthidae. Inga underarter finns listade i Catalogue of Life.